# Linscheiderbecke
Linscheiderbecke ist ein Ortsteil in der Gemeinde Schalksmühle im Märkischen Kreis im Regierungsbezirk Arnsberg in Nordrhein-Westfalen (Deutschland).

## Lage und Beschreibung
Der Ortsteil befindet sich oberhalb des Volmetals nördlich von dem Kernort und östlich von Dahlerbrück. Der Ort ist über eine Zufahrt vom benachbarten Linscheid erreichbar.
Weitere Nachbarorte auf dem Schalksmühler Gemeindegebiet sind der Kernort, Linscheiderschule, Hellhof, Muhle, Muhlerhagen, Kämpershof, Flaßkamp, Ohlerberg, Im Dahl, Ölken, Twieströmen, Walze, Pulvermühle, Neuenbrücke und Schlüchtern  sowie Muhlerohl auf Hagener Stadtgebiet.

## Geschichte
Linscheiderbecke gehörte bis zum 19. Jahrhundert der Wester Bauerschaft des Kirchspiels Hülscheid an. Ab 1816 war der Ort Teil der Gemeinde Hülscheid in der Bürgermeisterei Halver im Kreis Altena, 1818 lebten sechs Einwohner im Ort. Der laut der Ortschafts- und Entfernungs-Tabelle des Regierungs-Bezirks Arnsberg als Kotten kategorisierte Ort besaß 1839 unter dem Namen Becke ein Wohnhaus und ein landwirtschaftliches Gebäude. Zu dieser Zeit lebten sieben Einwohner im Ort, allesamt evangelischen Bekenntnisses.
1844 wurde die Gemeinde Hülscheid mit Linscheiderbecke von dem Amt Halver abgespaltet und dem neu gegründeten Amt Lüdenscheid zugewiesen.
Der Ort ist auf der Preußischen Uraufnahme von 1840 unbeschriftet verzeichnet. Ab der Preußischen Neuaufnahme von 1892 ist der Ort auf Messtischblättern der TK25 als Linscheiderbecke verzeichnet.
Die Gemeinde- und Gutbezirksstatistik der Provinz Westfalen führt 1871 den Ort als Kotten mit einem Wohnhaus und sieben Einwohnern auf.  Das Gemeindelexikon für die Provinz Westfalen gibt 1885 für Linscheiderbecke eine Zahl von neun Einwohnern an, die in einem Wohnhaus lebten. 1895 besitzt der Ort ein Wohnhaus mit sieben Einwohnern, 1905 werden ein Wohnhaus und drei Einwohner angegeben.
1969 wurden die Gemeinden Hülscheid und Schalksmühle zur amtsfreien Großgemeinde (Einheitsgemeinde) Schalksmühle im Kreis Altena zusammengeschlossen und Linscheiderbecke gehört seitdem politisch zu Schalksmühle, das 1975 auf Grund des Sauerland/Paderborn-Gesetzes Teil des neu geschaffenen Märkischen Kreises wurde.